# 长吻臭蛙
长吻臭蛙（学名：Odorrana nasica），一种分布于越南、老挝、泰国及中国云南、广西等地区的两栖动物，隶属于蛙科臭蛙属。

## 形态特征
长吻臭蛙皮肤光滑，身体背部呈淡灰橄榄绿色或棕色，部分个体具黑点；体侧黄绿色，有大小不等的棕褐色斑点；四肢背面有规则的黑色横纹；身体腹面为白色。